# استفانو بونومو
استفانو بونومو (انگلیسی: Stefano Bonomo؛ زادهٔ ۲۵ ژانویهٔ ۱۹۹۳) بازیکن فوتبال اهل ایالات متحده آمریکا است.
از باشگاه‌هایی که در آن بازی کرده‌است می‌توان به باشگاه فوتبال نیویورک رد بولز اشاره کرد.